# Philip Petermann
Philip Petermann (* 3. August 1991 in Wien) ist ein österreichischer Fußballtorwart.

## Vereinskarriere

### Karrierebeginn in Hirschstetten und Wechsel zur Austria
Petermann begann seine aktive Karriere als Fußballtorwart im Februar 1998 im Nachwuchsbereich des SV Hirschstetten in Hirschstetten, einer von Wiens 89 Katastralgemeinden. Beim Verein aus dem 22. Wiener Gemeindebezirk Donaustadt durchlief er mehrere Jugendspielklassen, ehe er im Juni 2005 in die Jugendabteilung des FK Austria Wien wechselte, wo er ab demselben Jahr auch die Frank-Stronach-Akademie besuchte.
Mit den Nachwuchsteams erreichte Petermann in der Endtabelle oftmals Platzierungen im oberen Tabellendrittel und feierte bereits in seiner ersten Saison mit dem U-15-Team den Meistertitel. Später war er in der U-17-Mannschaft aktiv, mit der er am Ende der Spielzeit 2006/07 den Meistertitel feiern durfte. Bereits in der Saison 2007/08 war er erstmals für die U-19-Mannschaft des Vereines aktiv. Am 17. Mai 2008 gab der gebürtige Wiener sein Mannschaftsdebüt, als er bei der 2:4-Auswärtsniederlage gegen das Jugendteam von Rapid Wien ab der 46. Spielminute für den tschechisch-slowakischen Torhüter Jakub Jakubov ins Spiel kam. Laut anderen Quellen hatte er bereits 2006/07 ein Ligaspiel für die U-19-Mannschaft absolviert. Am Ende der Meisterschaft erreichte die Mannschaft den zweiten Tabellenplatz und durfte sich Vizemeister der Saison 2007/08 nennen. Als Stammspieler fungierte er in dieser Saison jedoch für die U-17-Mannschaft, mit der er ein weiteres Mal Meister wurde. Während derselben Spielzeit war der junge Torhüter als Kooperationsspieler beim SV Wienerberg engagiert, kam jedoch zu keinem einzigen Pflichtspieleinsatz.
Während der Spielzeit 2008/09 kam Petermann bereits zu regelmäßigen Einsätzen in der U-19-Mannschaft, für die er sich schließlich am 24. Mai 2009 bei einem 4:0-Heimsieg über die U-19-Auswahl des BNZ (Bundesnachwuchszentrum) Tirol mit dem Treffer zum 4:0-Einstand in der 87. Spielminute selbst belohnte. Insgesamt kam der junge Torhüter in der Saison auf 14 Meisterschaftseinsätze. In der Sommerpause nach der Spielzeit 2008/09 war Petermann bei einem Testspiel gegen den FC Admira Wacker Mödling in der Aufstellung der Bundesligamannschaft des FK Austria Wien, kam jedoch nicht zum Einsatz.

### Profidebüt bei der zweiten Mannschaft der Austria
Auch in der Saison 2009/10 war Petermann ein fixer Bestandteil des U-19-Teams der Wiener Austria. Das Team führte bereits zur Winterpause 2009/10 die Tabelle der von Toto gesponserten U-19-Jugendliga an und konnte sich am Ende der Saison mit fünf Punkten Vorsprung auf die U-19-Mannschaft der Admira den Meistertitel sichern. Noch vor der Spielzeit 2009/10 unterschrieb der damals bereits 18-Jährige einen Profivertrag bei den Amateuren des FK Austria Wien mit Spielbetrieb in der zweitklassigen Ersten Liga. Sein Profidebüt gab er daraufhin am 17. Juli 2009 bei der 0:3-Auswärtsniederlage gegen den FC Lustenau 07, als er die gesamte Spieldauer das Tor hütete.
Bei seinem dritten Profieinsatz am 6. November 2009 gegen Wacker Innsbruck musste Petermann das Spielfeld frühzeitig verlassen, nachdem er in 58. Minute mit einem Foul an Julius Perstaller einen Torraub beging und folgerichtig mit der Roten Karte bestraft wurde. Am gleichen Abend feierte der Austria-Ersatztorwart dieses Spieles, Günther Arnberger, sein Profidebüt; das Spiel ging vor eigenem Publikum im Franz-Horr-Stadion mit 0:5 verloren. Am Ende brachte es Petermann auf elf Einsätze in der zweithöchsten Fußballliga Österreichs und musste mit der Mannschaft – aufgrund der Ligareform – in die dritthöchste Liga absteigen; auch sportlich hätte die Mannschaft den Klassenerhalt nicht geschafft.

### Als Leihe nach Pasching und Wechsel nach Parndorf
Im Sommer 2010 wechselte Petermann daraufhin auf Leihbasis zum Regionalligisten FC Pasching. In der Regionalliga Mitte fungierte er unter Trainer Rudolf Geir in den ersten acht Meisterschaftsrunden als Stammtorhüter, ehe einem Teamkollegen den Vortritt lassen musste. Danach wurde er ab der 20. Runde bis zum Saisonende wieder von Rudolf Geir und nach dessen Abgang vom bisherigen Torwarttrainer Fuad Đulić, der die Mannschaft bis Saisonende interimistisch übernahm, als Stammkraft im Tor der Paschinger eingesetzt. Insgesamt kam er dabei zu Einsätzen in 19 Meisterschaftsspielen und rangierte mit der Mannschaft im Endklassement auf dem sechsten Tabellenplatz. Nach einem Jahr bei den Oberösterreichern kehrte er zur Austria zurück und wechselte noch im Sommer 2011 Regionalliga-Ost-Verein SC-ESV Parndorf 1919. Bei den Burgenländern wurde er anfangs in der zweiten Herrenmannschaft des Vereins mit Spielbetrieb in der viertklassigen Burgenlandliga eingesetzt und kam bis zu seinem ersten Regionalligaeinsatz zu Einsätzen in sechs Meisterschaftsspielen in Burgenlandliga. Sein Debüt für die erste Mannschaft gab er am 20. September 2011 beim Erstrundenspiel des ÖFB-Cups 2011/12 bei einer 0:1-Niederlage gegen den Bundesligisten FC Admira Wacker Mödling. Danach war er Stammtorhüter der Parndorfer und kam bis zum Saisonende auf 17 Meisterschaftseinsätze.

### Zeit beim SV Horn
Zur Saison 2012/13 zog es ihn zum Zweitligisten SV Horn, wo er daraufhin jedoch die gesamte Spielzeit aufgrund eines Kreuzbandrisses verpasste. Erst im März 2013 kam er zu Einsätzen in einem Freundschaftsspiel, sowie einem Ligaspiel der zweiten Mannschaft der Horner und saß auch erstmals in einem Ligaspiel der Profis auf der Ersatzbank, musste aufgrund seiner Verletzung im Anschluss jedoch wieder pausieren. Danach kehrte er erst wieder im Juni/Juli 2013 für zwei Freundschaftsspiele der Profis zurück aufs Spielfeld. In weiterer Folge nahm er an der Saisonvorbereitung der ersten und zweiten Mannschaft des Vereins teil und kam im Herbst 2013 wieder zu ersten Einsätzen in der sechstklassigen Gebietsliga Nordwest/Waldviertel. Nachdem er im Laufe der bisherigen Saison auch bereits des Öfteren auf der Ersatzbank der Profis gesessen war, kam er von dieser am 8. November 2013 bei einer 0:2-Heimniederlage gegen die Kapfenberger SV ab der 31. Spielminute für den verletzten Jaroslav Kasprisin zum Einsatz. Bis zur Winterpause kam er in den beiden restlichen Meisterschaftsspielen auch noch zum Einsatz und startete auch als Stammkraft ins Frühjahr, ehe er aufgrund einer Erkrankung für ein paar Wochen pausieren musste. Ende März 2014 wurde Petermann von Trainer Wilhelm Schuldes wieder als Stammtorhüter eingesetzt und musste lediglich in den letzten beiden Saisonspielen dem Nachwuchsspieler Stefan Mitmasser weichen. Bei 14 Einsätzen in der zweithöchsten Liga des Landes bekam Petermann insgesamt 17 Gegentreffer und beendete die Meisterschaft mit der Mannschaft auf dem siebenten Tabellenplatz.
Danach absolvierte Petermann eine vollständige Saison 2014/15 mit dem SV Horn, wobei er in allen 36 Ligapartien über die vollen 90 Minuten im Einsatz war, womit er einer von fünf Spielern in der Ersten Liga 2014/15 war, die keine Einsatzminute verpasst hatten. Hierbei bekam er insgesamt 50 Gegentore, spielte aber auch zehn Partien ohne Gegentreffer. Lediglich in den beiden Cupspielen seiner Mannschaft kam der gebürtige Wiener nicht zum Einsatz. Mit lediglich 38 erreichten Punkten rangierte die Mannschaft am Saisonende auf dem neunten Tabellenplatz und stieg zusammen mit dem TSV Hartberg, der ebenso viele Punkte erzielt hatte, jedoch eine etwas schlechtere Tordifferenz aufwies, in die Drittklassigkeit ab. Die darauffolgende Saison 2015/16 verlief für den 1,83 m großen Schlussmann etwas durchwachsen. Nachdem er als Stammkraft in die Saison gestartet war, verletzte er sich in der Winterpause am Meniskus, weshalb er erst verspätet ins Frühjahr startete. Nach seinem Meniskuseinriss spielte Petermann anfangs wieder kurzzeitig für die zweite Mannschaft in der Gebietsliga Nordwest/Waldviertel, ehe er sich ab Mai 2016 wieder als Stammkraft in die Regionalligamannschaft bemühte. Im Endklassement rangierte der SV Horn mit zwei Punkten Vorsprung auf den nächsten Verfolger, den First Vienna FC, auf dem ersten Tabellenplatz und schaffte somit den Wiederaufstieg in den Profifußball. Petermann hatte es dabei auf Einsätze in 19 von 30 möglich gewesenen Regionalligapartien und 18 Gegentreffer gebracht. Im ÖFB-Cup 2015/16 schied er mit der Mannschaft in der zweiten Runde knapp gegen den amtierenden Meister und Pokalsieger FC Red Bull Salzburg aus.

### Wechsel in die Regionalliga Ost
In die Österreichische Fußballmeisterschaft 2016/17 startete Petermann noch als Stammkraft wurde jedoch nach vier knappen Niederlagen aus den ersten fünf Meisterschaftsspielen als Ersatzmann hinter dem Japaner Shūichi Gonda geführt. Weiters kam er in dieser Saison auch in einem Spiel der zweiten Mannschaft in der Gebietsliga Nordwest/Waldviertel zum Einsatz. In der Winterpause 2016/17 verließ er nach 74 Ligaspielen den unter japanischer Führung stehenden Klub, der am Saisonende erst wieder in die Regionalliga abstieg, und wechselte im Jänner 2017 zum Regionalligisten SC Mannsdorf, Beim Klub aus Mannsdorf an der Donau kam er daraufhin in zehn Spielen der Regionalliga Ost zum Einsatz und schaffte es mit dem Team in der Endtabelle als Neuaufsteiger auf den fünften Platz. Nachdem die Vereinsführung im Juni 2017 die Umbenennung des Klubs in FC Marchfeld Mannsdorf bekanntgegeben hatte, kam Petermann ab der Saison 2017/18 als Stammtorhüter in der Regionalligamannschaft zum Einsatz. Dabei kam er auf eine Bilanz von 31 Einsätzen, sowie ein Eigentor, das er am 16. März 2018 bei einer 0:2-Auswärtsniederlage gegen den SC-ESV Parndorf 1919 erzielte. Mit dem siebenten Platz hatte der Klub am Ende eine Platzierung in der oberen Tabellenhälfte erreicht und war im ÖFB-Cup 2017/18 bereits in der ersten Runde gegen den Bundesligisten Wolfsberger AC knapp mit 1:2 ausgeschieden.
Vor der Saison 2018/19 fusionierte der Klub mit dem SC Groß-Enzersdorf aus der sechstklassigen Gebietsliga Nord/Nordwest zum FC Marchfeld Donauauen. Für diesen FC Marchfeld Donauauen kam Petermann bis Ende September 2018 noch als Stammtorhüter zum Einsatz, ehe er bis zur Winterpause ausschied. Nachdem er noch an der Wintervorbereitung teilgenommen hatte, kam er erst wieder ab Mitte April 2019 zu regelmäßigen Einsätzen im Tor des Regionalligisten. Über die gesamte Spielzeit verteilt, kam Petermann auf 17 Ligaeinsätze, sowie einen Einsatz im Österreichischen Fußball-Cup 2018/19, in dem das Team in Runde 1 dem Grazer AK klar mit 0:6 unterlegen war. Wieder als Stammkraft im Tor des FC Marchfeld Donauauen startete Petermann nach einem abermals frühen Aus im ÖFB-Cup 2019/20 in die Regionalligasaison 2019/20. Bis zum Abbruch der Meisterschaft aufgrund der COVID-19-Pandemie hatte es der gebürtige Wiener auf Einsätze in allen 18 bisherigen Partien des Klubs gebracht und mit der Mannschaft auf den ersten Tabellenplatz gebracht. Da aus der Regionalliga Mitte nur die Amateure des SK Rapid Wien um eine Lizenz für die 2. Liga angesucht hatten (und diese in weiterer Folge auch erhielten), verblieb Petermann mit seinem Verein in der Drittklassigkeit.
In dieser kam der Schlussmann in der Spielzeit 2020/21 zu acht Meisterschaftseinsätzen. Im Jänner 2021 verließ er Mannsdorf, um sich auf seine Ausbildung bei der Berufsfeuerwehr Wien zu konzentrieren. Im März 2022 wurde Petermann wegen des Verdachts der Spielmanipulation vom zuständigen Komitee gemeinsam mit acht weiteren Spielern vorläufig suspendiert.

## Nationalmannschaftskarriere
Sein Debüt für ein österreichisches Jugendnationalteam gab Petermann, als er für Österreichs U-17 zum Einsatz kam. Insgesamt brachte er es hierbei auf vier Länderspieleinsätze. Ende August 2009 berief der damalige U-19-Nationaltrainer Andreas Heraf den jungen Torhüter in den Kader für ein Testspiel gegen das slowenische U-19-Nationalteam am 8. September 2009. Beim 5:1-Sieg über Slowenien war Petermann von Beginn an im Einsatz und wurde in der 86. Spielminute durch Marc Baumgartner, zu diesem Zeitpunkt beim Amateurteam vom SK Austria Kärnten aktiv, ausgewechselt. Insgesamt kam der gebürtige Wiener auf elf U-19-Länderspieleinsätze und wurde danach auch in den österreichischen U-20- und U-21-Nationalmannschaften eingesetzt.

## Erfolge

### FK Austria Wien
- 1× Meister der U-15-Jugendliga: 2004/05
- 1× Meister der U-17-Jugendliga: 2006/07 und 2007/08
- 1× Vizemeister der U-19-Jugendliga: 2007/08
- 1× Meister der U-19-Jugendliga: 2009/10

### SV Horn
- 1× Meister der Regionalliga Ost: 2015/16